# Bad Weißenstadt
Bad Weißenstadt (Weißenstadt jusqu'en juillet 2025)est une ville allemande, située en Bavière, dans l'arrondissement de Wunsiedel im Fichtelgebirge.
Le préfixe allemand Bad a été ajouté au nom de la ville pour faire référence à sa station thermale,